# M6ファーゴ
37mm GMC M6（37 mm Gun Motor Carriage M6）は、これを製造したクライスラー傘下のブランド名からM6ファーゴ（M6 Fargo）とも呼ばれた、第二次世界大戦で運用されたアメリカ陸軍の対戦車自走砲（戦車駆逐車）である。

## 概要
本車は戦車駆逐大隊の装備として、1942年2月に正式採用された。37mm M6対戦車砲を、ダッジ3/4トントラックWC-51（通称・ビープ）を改修したWC-55に搭載した簡易対戦車車輛である。
とりあえず、手頃な小型軍用トラックの荷台に砲架と弾薬箱を追加、防盾付きの対戦車砲を搭載しただけの簡易な構造で、類似したものとしてイギリスでもAECマタドール（AEC Matador）トラックに6ポンド対戦車砲を搭載したディーコン対戦車自走砲が生産されている。
1943年のチュニジアの戦いで第601および701戦車駆逐大隊の装備として実戦投入されたが、当時のドイツ軍戦車相手では威力不足で評判が悪く、現地では砲を降ろして通常のトラックに戻してしまった。このため、同年9月には早くも限定配備（予備役装備扱い）となり、1945年1月には完全に退役した。戦車駆逐部隊の装備としては、これに代わってずっと本格的な対戦車車輌であるM10GMCが配備されている。
車体前方に向けて発砲すると爆風と衝撃波でフロントガラスを割ってしまうため、射撃は後方・側方に向けて行われた。